# بوب بيترسون (لاعب كرة قاعدة)
بوب بيترسون (بالإنجليزية: Bob Peterson) هو لاعب كرة قاعدة أمريكي، ولد في 16 يونيو 1884 في فيلادلفيا في الولايات المتحدة، وتوفي في 27 نوفمبر 1962 في Evesham Township, New Jersey ‏ في الولايات المتحدة.

## وصلات خارجية
- بوب بيترسون على موقعبيزبول رفرنس.كوم (الدوري الرئيسي) (الإنجليزية)
- بوب بيترسون على موقعبيزبول رفرنس.كوم (الدوري الثانوي) (الإنجليزية)